# 格雷格·德雷林
格雷戈里·艾伦·德雷林（英語：Gregory Alan Dreiling，1963年11月7日—）是美国NBA联盟前职业篮球运动员。他在1986年的NBA选秀中第2轮第26顺位被印第安纳步行者选中。